# Greylees
Greylees – osada w Anglii, w hrabstwie Lincolnshire. Leży 29 km od Lincoln. W 2016 miejscowość liczyła 1711 mieszkańców.